# Orthostichopsis chrysoneura
Orthostichopsis chrysoneura là một loài Rêu trong họ Pterobryaceae. Loài này được (Hampe ex Müll. Hal.) Broth. miêu tả khoa học đầu tiên năm 1906.